# Saint-Marcel-en-Marcillat
Saint-Marcel-en-Marcillat település Franciaországban, Allier megyében. Lakosainak száma 128 fő (2022. január 1.). Saint-Marcel-en-Marcillat Marcillat-en-Combraille, La Petite-Marche, Saint-Fargeol, Chambonchard, Château-sur-Cher és Saint-Hilaire községekkel határos.

## Népesség
A település népessége az elmúlt években az alábbi módon változott:
| Lakosok száma | 264  | 186  | 188  | 143  | 149  | 151  | 136  | 128  | 127  | 128  |
|               | 1968 | 1982 | 1990 | 2006 | 2013 | 2015 | 2017 | 2019 | 2020 | 2022 |